# Thomas Kohler
Thomas Kohler ist ein deutscher Filmeditor aus München.
Thomas Kohler absolvierte eine Ausbildung zum Film- und Videoeditor bei Arri in München. Seit Anfang 2000 ist er als selbstständiger Editor tätig. Zu seinen herausragenden Arbeiten gehört der preisgekrönte Familienfilm Wintertochter von 2011.

## Filmografie (Auswahl)
- 2007: Blöde Mütze!
- 2008: Zwerg Nase (Fernsehfilm)
- 2011: Wintertochter
- 2012: Die Wand
- 2012: Musensöhne (Dokumentarfilm)
- 2013: Cerro Torre – Nicht den Hauch einer Chance (Dokumentarfilm)
- 2016: Shades of Winter: Between (Dokumentarfilm)